# Calamus leloi
Calamus leloi är en enhjärtbladig växtart som beskrevs av John Dransfield. Calamus leloi ingår i släktet Calamus och familjen Arecaceae. Inga underarter finns listade i Catalogue of Life.